# Campeonato Europeu de Atletismo em Pista Coberta de 2023 - 60 m com barreiras feminino

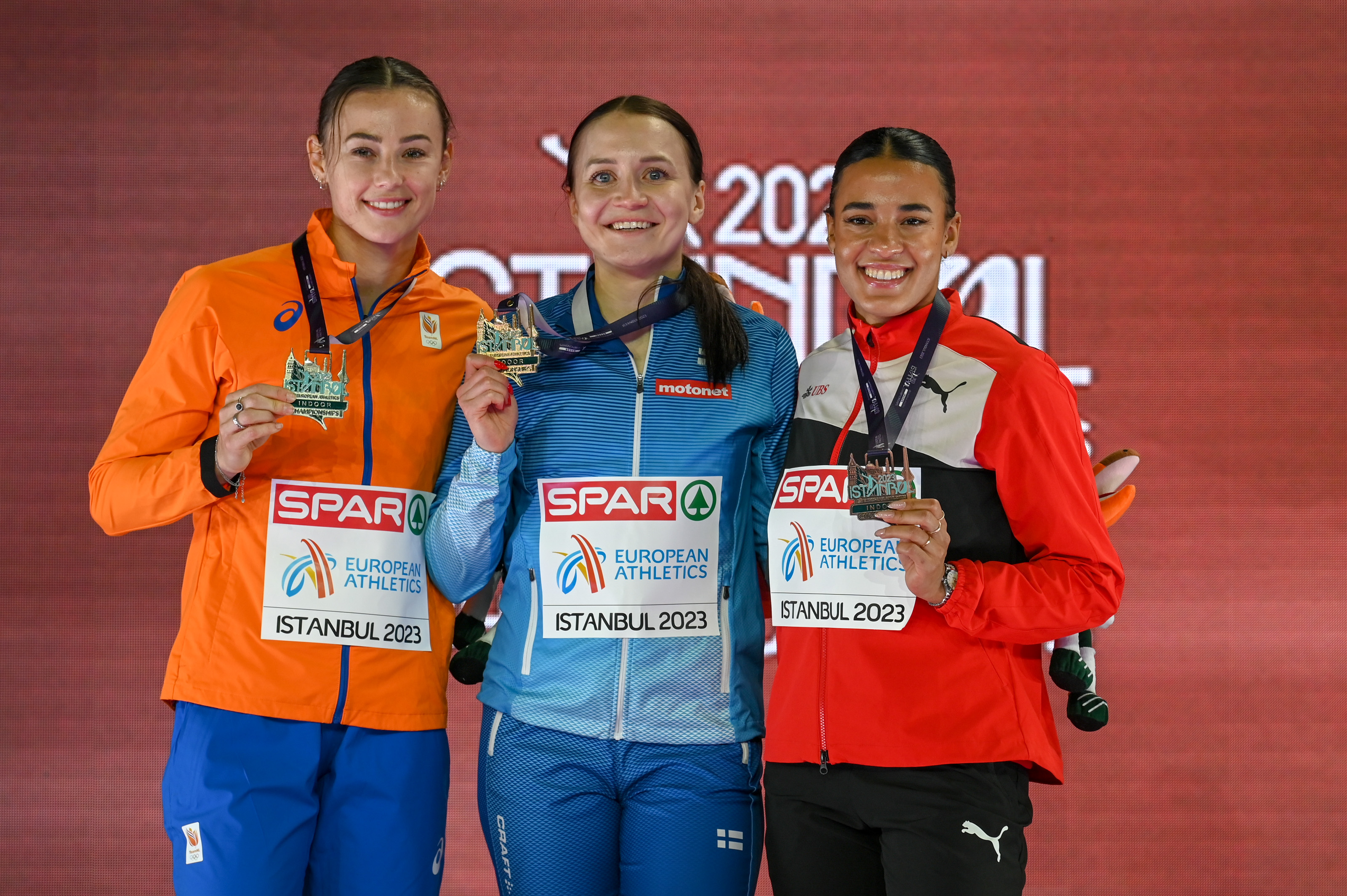
Pódio dos 60 m com barreiras feminino no Campeonato Europeu de Atletismo Indoor de 2023 em Istambul

A prova dos 60 metros com barreiras feminino do Campeonato Europeu de Atletismo em Pista Coberta de 2023 foi disputada entre nos dias 4 e 5 de março  de 2023 na Ataköy Athletics Arena, em Istambul, na Turquia.

## Recordes
Antes desta competição, os recordes mundiais e do campeonato nesta prova eram os seguintes:
|                       | Nome                  | Nacionalidade   | Tempo | Local     | Data                    |
| --------------------- | --------------------- | --------------- | ----- | --------- | ----------------------- |
| Recorde mundial       | Susanna Kallur        | Suécia          | 7s 68 | Karlsruhe | 10 de fevereiro de 2008 |
| Recorde europeu       | Susanna Kallur        | Suécia          | 7s 68 | Karlsruhe | 10 de fevereiro de 2008 |
| Recorde do campeonato | Lyudmila Narozhilenko | União Soviética | 7s 74 | Glasgow   | 4 de março de 1990      |

## Medalhistas
| Ouro                | Prata               | Bronze                 |
| Reetta Hurske (FIN) | Nadine Visser (NED) | Ditaji Kambundji (SUI) |

## Cronograma
Todos os horários são locais (UTC +3).
| Data       | Hora  | Evento    |
| ---------- | ----- | --------- |
| 4 de março | 10:35 | Bateria   |
| 5 de março | 10:56 | Semifinal |
| 5 de março | 20:55 | Final     |

## Resultados

### Bateria
Qualificação: 3 atletas de cada bateria (Q) mais os 4 melhores qualificados (q).
| Posição | Bateria | Atleta               | Nacionalidade | Tempo | Notas                |
| ------- | ------- | -------------------- | ------------- | ----- | -------------------- |
| 1       | 1       | Nadine Visser        | Países Baixos | 7.88  | Q                    |
| 2       | 3       | Reetta Hurske        | Finlândia     | 7.93  | Q                    |
| 3       | 3       | Mette Graversgaard   | Dinamarca     | 7.96  | Q,                   |
| 4       | 1       | Laëticia Bapté       | França        | 7.97  | Q                    |
| 5       | 2       | Cyréna Samba-Mayela  | França        | 7.99  | Q                    |
| 6       | 4       | Ditaji Kambundji     | Suíça         | 8.02  | Q                    |
| 6       | 4       | Sarah Lavin          | Irlanda       | 8.03  | Q                    |
| 8       | 3       | Judy Chalcou         | França        | 8.03  | Q                    |
| 9       | 2       | Maayke Tjin-A-Lim    | Países Baixos | 8.03  | Q                    |
| 10      | 1       | Gréta Kerekes        | Hungria       | 8.04  | Q                    |
| 11      | 2       | Natalia Christofi    | Chipre        | 8.08  | Q                    |
| 12      | 4       | Zoë Sedney           | Países Baixos | 8.08  | Q                    |
| 13      | 2       | Weronika Nagięć      | Polónia       | 8.09  | q                    |
| 14      | 4       | Elisa Di Lazzaro     | Itália        | 8.10  | q                    |
| 15      | 1       | Anne Zagré           | Bélgica       | 8.13  | q                    |
| 16      | 2       | Annimari Korte       | Finlândia     | 8.14  | q                    |
| 17      | 2       | Mathilde Heltbech    | Dinamarca     | 8.15  | Recorde da temporada |
| 18      | 4       | Lotta Harala         | Finlândia     | 8.17  |                      |
| 19      | 1       | Xènia Benach         | Espanha       | 8.17  |                      |
| 20      | 1       | Monika Zapalska      | Alemanha      | 8.19  |                      |
| 21      | 2       | Anna Tóth            | Hungria       | 8.20  |                      |
| 22      | 4       | Olimpia Barbosa      | Portugal      | 8.21  |                      |
| 23      | 3       | Andrea Rooth         | Noruega       | 8.21  |                      |
| 24      | 4       | Anja Lukić           | Sérvia        | 8.23  |                      |
| 25      | 1       | Victoria Rausch      | Luxemburgo    | 8.23  |                      |
| 26      | 3       | Viktória Forster     | Eslováquia    | 8.24  |                      |
| 27      | 3       | Hanna Plotitsyna     | Ucrânia       | 8.26  |                      |
| 28      | 3       | Nicla Mosetti        | Itália        | 8.30  |                      |
| 29      | 2       | Anais Karagianni     | Grécia        | 8.34  |                      |
| 30      | 1       | Joni Tomičić Prezelj | Eslovênia     | 9.22  |                      |
| 99      | 4       | Elisavet Pesiridou   | Grécia        | DNS   |                      |

### Semifinal
Qualificação: 4 atletas de cada bateria (Q).
| Posição | Bateria | Atleta              | Nacionalidade | Tempo | Notas                |
| ------- | ------- | ------------------- | ------------- | ----- | -------------------- |
| 1       | 2       | Reetta Hurske       | Finlândia     | 7.85  | Q                    |
| 2       | 2       | Laëticia Bapté      | França        | 7.91  | Q                    |
| 3       | 1       | Nadine Visser       | Países Baixos | 7.93  | Q                    |
| 4       | 1       | Mette Graversgaard  | Dinamarca     | 7.94  | Q,                   |
| 5       | 1       | Ditaji Kambundji    | Suíça         | 7.97  | Q                    |
| 6       | 2       | Sarah Lavin         | Irlanda       | 7.99  | Q                    |
| 7       | 2       | Gréta Kerekes       | Hungria       | 8.00  | Q,                   |
| 8       | 2       | Cyréna Samba-Mayela | França        | 8.00  |                      |
| 9       | 1       | Maayke Tjin-A-Lim   | Países Baixos | 8.02  | Q                    |
| 10      | 2       | Zoë Sedney          | Países Baixos | 8.06  |                      |
| 11      | 2       | Elisa Di Lazzaro    | Itália        | 8.06  |                      |
| 12      | 2       | Anne Zagré          | Bélgica       | 8.08  | Recorde da temporada |
| 13      | 1       | Annimari Korte      | Finlândia     | 8.13  |                      |
| 14      | 1       | Weronika Nagięć     | Polónia       | 8.15  |                      |
| 15      | 1       | Judy Chalcou        | França        | DNS   |                      |
| 15      | 1       | Natalia Christofi   | Chipre        | DNS   |                      |

### Final
A final aconteceu às 20:55 no dia 5 de março de 2023.
| Posição           | Raia | Atleta             | Nacionalidade | Tempo | Notas                |
| ----------------- | ---- | ------------------ | ------------- | ----- | -------------------- |
| Medalha de ouro   | 5    | Reetta Hurske      | Finlândia     | 7.79  | =                    |
| Medalha de prata  | 4    | Nadine Visser      | Países Baixos | 7.84  | Recorde da temporada |
| Medalha de bronze | 7    | Ditaji Kambundji   | Suíça         | 7.91  |                      |
| 4                 | 6    | Mette Graversgaard | Dinamarca     | 7.92  | Recorde nacional     |
| 5                 | 3    | Laëticia Bapté     | França        | 7.97  |                      |
| 6                 | 8    | Sarah Lavin        | Irlanda       | 8.03  |                      |
| 7                 | 1    | Gréta Kerekes      | Hungria       | 8.03  |                      |
| 8                 | 2    | Maayke Tjin-A-Lim  | Países Baixos | 8.09  |                      |

Legenda
| Recorde mundial       | Recorde mundial (World record)               |                       | Recorde africano                      | Recorde africano (African) |                                           | Q | Classificado por posição (Qualified) |
| Recorde do campeonato | Recorde do campeonato (Championship record)  | Recorde da América    | Recorde da América (Americas)         | q                          | Classificado por melhor tempo (Qualified) |   |                                      |
| Melhor marca do ano   | Melhor marca do ano (World leading)          | Recorde asiático      | Recorde asiático (Asian)              | DNS                        | Não largou (Did not start)                |   |                                      |
| Recorde nacional      | Recorde nacional (National record)           | Recorde europeu       | Recorde europeu (European)            | DNF                        | Não terminou (Did not finish)             |   |                                      |
| Recorde pessoal       | Recorde pessoal do atleta (Personal best)    | Recorde da Oceania    | Recorde da Oceania (Oceania)          | DSQ / DQ                   | Desclassificado (Disqualified)            |   |                                      |
| Recorde da temporada  | Recorde da temporada do atleta (Season best) | Recorde sul-americano | Recorde sul-americano (South America) | NM                         | Sem marca (No mark)                       |   |                                      |